# Cratis delicatula
Cratis delicatula är en musselart som beskrevs av Powell 1937. Cratis delicatula ingår i släktet Cratis och familjen Philobryidae. Inga underarter finns listade i Catalogue of Life.